# 屈折力
屈折力（くっせつりょく、英語: optical power）とは、光学における用語で、レンズなどの（軸まわりに回転対称な）光学系の屈折の度合いのことである。計量法における物象の状態の量（物理量）としては、「屈折度（くっせつど）」という（法定計量単位#確立された計量単位のない17の物象の状態の量、82)屈折度）。パワーと言うこともある。また屈折に限らず反射光学系にも用いる。
焦点距離をメートルであらわしたとき、屈折力の計量単位は、「毎メートル」またはディオプトリー（D）である。空気中（{\displaystyle n=1.000}）では、屈折力は焦点距離の逆数に等しい。凹レンズならば焦点距離は負であらわすので、屈折力も負になる。
一般に、ガウス光学の仮定（軸まわりに回転対称な光学系で近軸近似が成り立つ場合）において、単一の屈折面の屈折力φは以下のようになる。
{\displaystyle \phi =-{n \over f}={n' \over f'}={n'-n \over r}}
ただし、
- n, n' : （物体側・像側の）媒質の屈折率
- f, f' : （物体側・像側の）焦点距離
- r : 屈折面の曲率半径

2つの屈折面が密接しているとき、全体の屈折力はそれぞれの屈折面の屈折力の和になる。